# 간호교과서
간호교과서는 간호사의 교육 목적으로 간행된 책이다. 보구여관 간호원양성학교 초대 교장이었던‘마가렛 제인 에드먼즈’가 간행하였다. 지정된 간호교과서는 상·하권이 모두 있는 희귀한 자료로서 그 보존가치가 충분한 것으로 판단되어 2016년 4월 6일 대한민국 등록문화재 제658호로 지정되었다.

## 등록 사유
우리나라의 간호원양성학교는 1903년에 서울 중구 정동에 있던 보구여관에 설립되어 있었지만 제대로 된 교재도 없이 수업이 진행되었다. 이러한 불편을 해결하고자 '마가렛 제인 에드먼즈(Margaret Jane Edmunds, 1871∼1945)'가 간행한 교과서이다.
이 책은 의학사 연구뿐 아니라 20세기 초기의 의학 용어 한글번역과 국어연구에도 도움을 줄 수 있는 중요한 자료이다. 또한 상하권 완본의 소장은 매우 희귀하므로 등록문화재로 등록하여 보존할 가치가 충분하다.

## 같이 보기
- 보구여관
- 마가렛 제인 에드먼즈